# 蒋咏秋
蒋咏秋（1920年9月—2021年1月），男，江苏武进人，中国固体力学家，曾任西安交通大学教授，陕西省力学学会副理事长，西安市政协副主席。